# Fjærlandsfjorden
Fjærlandsfjorden er en fjordarm på nordsiden af Sognefjorden, i kommunene Balestrand, Leikanger og Sogndal. Den er 27 kilometer lang og op til 1,5 kilometer bred og går ind til bygden Fjærland. Fjorden har indløb mellem Veganeset ved Dragsvik i vest og Hella i øst. Fire kilometer inde i fjorden går Vetlefjorden mod nord, mens Fjærlandsfjorden fortsætter mod nordøst.
Mellem Dragsvik og Hella er der færgeforbindelse (Riksvej 55). Fra begge steder går der også færger til Vangsnes på sydsiden af Sognefjorden, og om sommeren går der færge over Fjærlandsfjorden fra Balestrand. 
Store dele af fjorden er uden vejforbindelse, men fra bebyggelsen Jordal på vestsiden går der vej nordover til Fjærland. På østsiden af fjorden går Riksvej 5 gennem den 2,6 km lange Bergstunnelen og Frudalstunnelen på 6,7 km. Mellem tunnelerne ligger gårdene Bjåstad og Berge. Inderst i fjorden ligger bygden Fjærland, med bygdecenteret Mundal på vestsiden. I fjordbunden ligger Norsk bremuseum. Fra Fjærland fører to korte dale, Bøyadalen og Supphelledalen, op til  Jostedalsbreen syv kilometer længere mod nord.

## Galleri
| - Udsigt mod nord i Fjærland - Udsigt mod syd - Fjorden set mod nord fra en bjergtop |